# GOSWING/Recycle Love
『GOSWING/Recycle Love』(ゴースウィング/リサイクル・ラブ)は、ゴスペラーズの48枚目のシングル。キューンミュージックから2016年7月6日に発売された。

## 概要
前作『Dream Girl』から約10か月振り、『ロビンソン/太陽の5人』以来のリリースの両A面シングルであり、北山陽一復帰後初のシングルでもある。
6月28日にYouTubeで「GOSWING」のミュージックビデオのショートバージョンが公開された。ミュージックビデオでは、シングル曲「STEP!」以来4年ぶりとなるダンスパフォーマンスを披露している。
初回生産限定盤と通常盤の2種類でリリースされており、初回生産限定盤には「Recycle Love（LOOPERformance）」と題されたミュージックビデオが収録されている。

## 収録曲

### CD
1. GOSWING [4:33]
  - 作詞：村上てつや・山田ひろし／作曲：村上てつや
  - 編曲：平田祥一郎
2. Recycle Love [4:43]
  - 作詞・作曲・編曲：酒井雄二
3. PRINCESS★HUG [4:16]
  - 作詞：安岡優／作曲・編曲：DANCE☆MAN

### DVD（初回生産限定盤のみ）
1. Recycle Love（LOOPERformance）（Music Video）